# Almont-les-Junies

Almont-les-Junies este o comună în departamentul Aveyron din sudul Franței. În 1 ianuarie 2022 avea o populație de 438 de locuitori.